# الحق في العلم والثقافة
الحق في العلم والثقافة هو أحد الحقوق الاقتصادية والاجتماعية والثقافية المطالب بها في الإعلان العالمي لحقوق الإنسان واحد  الوثائق وثيقة الارتباط بالقانون الدولي لحقوق الإنسان. ويعرف  بأنه احقية الاشخاص للمشاركة بحرية في الثقافة، والمشاركة بحرية في (في العلوم والتكنولوجيا والمساهمة بها والاستفادة منها)، وحماية الحقوق الفكرية  للمؤلفين.

## الاعتراف بموجب القانون الدولي
عرب عن الحق في العلم والثقافة في المادة 27 من الإعلان العالمي لحقوق الإنسان ومفاده:
(1) يحق لكل فرد المساهمة بحرية في الحياة الثقافية للمجتمع كما يحق له الاستمتاع بالفنون ومشاركة  التقدم العلمي وفوائده.
(2)يحق لكل فرد  حماية مصالحه الأدبية والمادية المترتبة على أي إنتاج علمي أو أدبي أو فني من تأليفه. " كما يظهر أيضا الحق في العلم والثقافة في المادة 15 من الميثاق الدولي الخاص بالحقوق الاقتصادية والاجتماعية والثقافية:
(1) تقر الدول  الملتزمة  بهذا الميثاق بحق كل شخص في:
(أ) الاشتراك في الحياة الثقافية؛
(ب)كما يحق للفرد التمتع بفوائد التقدم العلمي وتطبيقاته؛
(ج) الاستفادة من حماية المصالح المعنوية والمادية المترتبة على أي إنتاج علمي أو أدبي أو فني من صنعه.
(2) ويجب أن تشمل الاجراءات التي يتعين على الدول المعنية في هذا الميثاق اتخاذها لتحقيق التطبيق الكامل لهذا الحق، تلك التدابير اللازمة لحفظ العلم والثقافة وتطويرهما ونشرهما.
(3) يجب تتعهد وتلتزم الدول الأطراف في هذا الميثاق باحترام الحرية التي يجب ان تكون ضرورية  للبحوث العلمية والانشطة الإبداعية.
(4) وتقر الدول المشاركة في هذا الميثاق بالفوائد التي يمكن جنيها من تشجيع وتطوير التواصل والتعاون الدولي  في المجالين العلمي والثقافي.

## المفاهيم ذات الصلة وتوضيحها
غالبًا ما يقسم الحق في العلم والثقافة إلى حقوق مثل «الحق في ألإسهام في الحياة الثقافية» أو «حق المشاركة الثقافية» أو «حق الثقافة» و «الحق في الاستفادة من التقدم العلمي تطبيقات» أو«الحق في الاستفادة من العلم» أو«الحق في العلم» أو«الحق في المشاركة في العلم».كما يمكن استخدام مصطلح «الحقوق الثقافية» في ثلاثة معاني على الأقل.ويستخدم غالبًا   للإشارة إلى المفهوم (المحمي بموجب المادة 15 من الميثاق الدولي الخاص بالحقوق الاقتصادية والاجتماعية والثقافية)، والذي يضمن حقوق ألاقليات السكانية في ممارسة لغاتهم ودياناتهم وأشكالهم الفنية وطرق حياتهم والحفاظ عليها. وبدلاً من ذلك، يمكن استخدام مصطلح «الحقوق الثقافية» للجمع بين حقوق الأقليات والحق في العلم والثقافة، واللذين  يشتركان فيما بينهما في المادة 27 من الإعلان العالمي. كما قد تستخدام  «الحقوق الثقافية» على نطاق اوسع للإشارة إلى فئة أكبر من الحقوق الاقتصادية والاجتماعية والثقافية، والتي قد يُفهم على أنها تشير إلى الحق في العلم والثقافة وكذلك الحق في التعليم والحقوق الأخرى، مثل حماية حقوق التأليف.و يشمل «الحق في العلم» أيضا كلاً من الحق في المشاركة في العلم (الإسهام) والحق في الوصول إلى مجموعة المعرفة («الفوائد» أو «المستجدات» أو «التقدمات») الناتجة عن العلم.

## التفسير العلمي والمناصرة
تتطلب جميع حقوق الإنسان الموجودة في الإعلان العالمي لحقوق الإنسان عملية تأويلية  لتحويل هذه المبادئ بعيدة المدى إلى التزامات تخص للدولة. ويتم ذلك من خلال سلسلة اجراءات تقوم بها الأمم المتحدة والمحاكم الوطنية. بالإضافة إلى ان هذه الاجراءات تتأثر  بشدة بفقهاء حقوق الإنسان وناشطيها. تظل الحقوق الواردة في المادة 27  واجراءتها في مرحلة اولية نسبيا من بعض النوحي، على عكس حقوق الإنسان الأخرى مثل الحق في الصحة أو الحق في التعليم التي كانت بالفعل موضوعًا لمزيد من الاستفاضة والتقاضي والتفصيل. ومع ذلك، فقد استفاد حق حماية التأليف من التطور القانوني القوي للغاية. وقد وضعت المعايير العالمية المشتركة لتطبيق حق  العلم بموجب اتفاقية الأمم المتحدة المسماة (توصية حول العلم والباحثين العلميين)، والتي اعتمدت  بتوافق آراء حوالي 195 حكومة اجتمعت في باريس في 13 نوفمبر 2017، بعد أربع سنوات من المشاورات العالمية. وهنا بعض المؤلفين النشطين بشكل خاص في هذا المجال وهم: Samantha Besson و Audrey R. Chapman و Yvonne Donders و Laurence Helfer و Lea Shaver و William Schabas و Jessica Wyndham و Peter Yu. وتنشط الجمعية الأمريكية للتقدمات العلمية في مناصرة  الحق في العلم والثقافة، مع التركيز بشكل خاص على حقوق ومسؤوليات العلماء المتمرسين.

## التفسيرات الرسمية
نشرت لجنة الحقوق الاقتصادية والاجتماعية والثقافية تصريحين شاملين يشرحان أجزاء من الحق في العلم والثقافة كما يبدو في العهد الدولي الخاص بالحقوق الاقتصادية والاجتماعية والثقافية (ICESCR). وهما التصريح العام رقم 17 والتصريح العام 21.و تناولت المقررة الخاصة في مجال الحقوق الثقافية، فريدة شهيد، الحق في العلم والثقافة في عدة من تقاريرها  بين عامي 2010 و 2015. [4] وفي المؤتمر العام لليونسكو في عام 2017، وقد وافقت 195 دولة بتوافق الآراء مع عدم الامتناع عن المعايير العالمية المشتركة المتعلقة بالحق في العلم، في (توصية حول العلم والباحثين العلميين)، والتي تفسر الحق في العلم كما يظهر في الإعلان العالمي لحقوق الإنسان.

## العلاقة بالملكية الفكرية
أقترحت اللجنة الفرعية المعنية بحقوق الإنسان التابعة للمجلس الاقتصادي والاجتماعي للأمم المتحدة في عام 2000 أن الاتفاق المتعلق بجوانب حقوق الملكية الفكرية المتعلق بالتجارة قد ينتهك الحق في العلم وبالتالي فأنه يتعارض مع القانون الدولي لحقوق الإنسان.